# Seven Moons Live
Seven Moons Live is een livealbum van Jack Bruce van onder meer Cream en Robin Trower, in de jaren zeventig gitarist van Procol Harum. Het album sluit aan op hun studioalbum Seven Moons uit 2008. Het muziekalbum is opgenomen in De Vereeniging in Nijmegen tijdens een concert aldaar op 28 februari 2009.

## Musici
- Jack Bruce – zang, basgitaar
- Robin Trower – gitaar
- Gary Husband – slagwerk

## Composities
Allen van Bruce / Trower behalve waar aangegeven

| Nr. | Titel                                             | Duur |
| --- | ------------------------------------------------- | ---- |
| 1.  | Seven Moons                                       |      |
| 2.  | Lives of Clay                                     |      |
| 3.  | Distant Places of the Heart                       |      |
| 4.  | Sunshine of Our Love (Bruce, Brown, Eric Clapton) |      |
| 5.  | Carmen (Keith Reid, Trower)                       |      |
| 6.  | So Far to Yesterday                               |      |
| 7.  | Just Another Day (Bruce, Trower, Watts)           |      |
| 8.  | Perfect Place                                     |      |
| 9.  | Bad Case of Celebrity                             |      |
| 10. | The Last Door                                     |      |
| 11. | Come to Me                                        |      |
| 12. | White Room (Bruce, Brown)                         |      |
| 13. | Politician (Bruce, Brown)                         |      |